# Âm nhạc tại Đông Nam Á

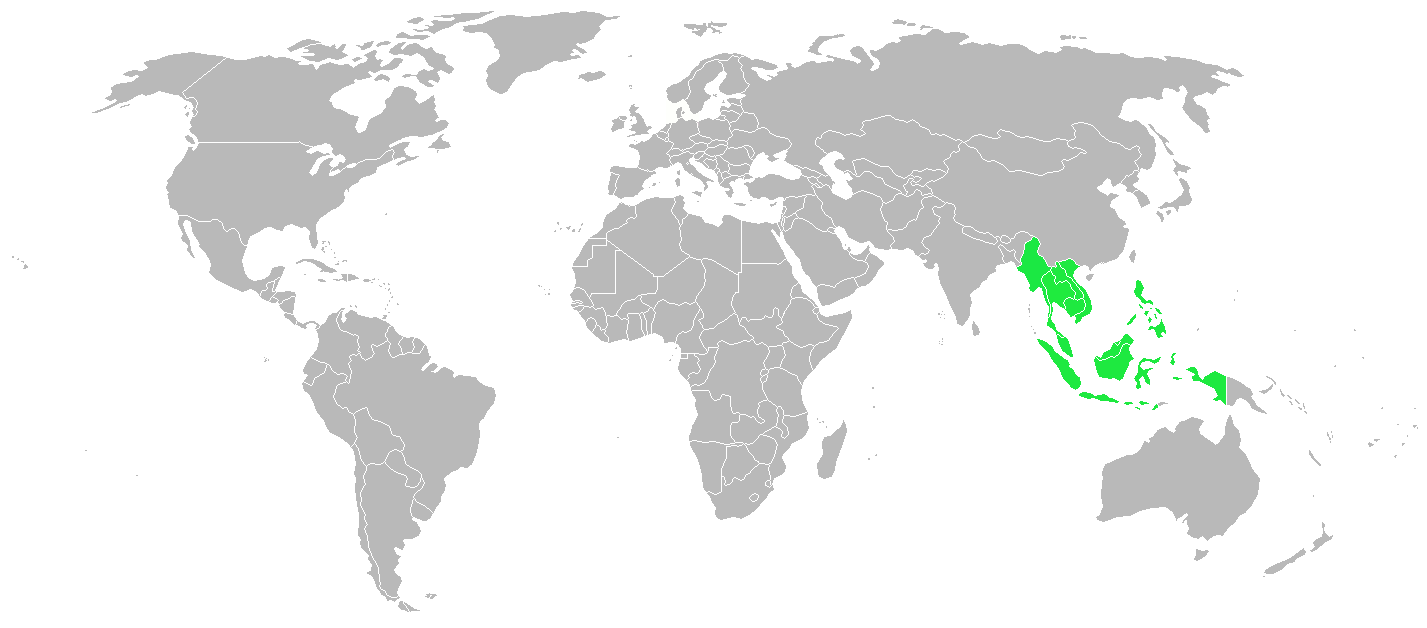
Vị trí Đông Nam Á

Âm nhạc Đông Nam Á gồm có các truyền thống âm nhạc tại phân miền châu Á này. Phân miền địa lý này bao gồm cả quốc gia Brunei, Campuchia, 
Đông Timor, Indonesia, Lào, Malaysia, Myanmar, Philippines, Singapore, Thái Lan, và Việt Nam.